# Manoir de la Cour (Reigneville-Bocage)
Pour les articles homonymes, voir Manoir de la Cour.
Le manoir de la Cour ou château de la Haute-Salle est une demeure, du XVIe siècle, qui se dresse sur le territoire de la commune française de Reigneville-Bocage, dans le département de la Manche, en région Normandie. L'édifice est inscrit au titre des monuments historiques.

## Localisation
Le manoir est situé à proximité de l'ancienne église Saint-Martin de Rauville-la-Place, dans le département français de la Manche.

## Historique
Le manoir de style Renaissance bâti probablement vers 1575-1580 a eu à subir les méfaits des guerres de Religion, et dont une partie fut détruite à cette période.

## Description
Le manoir de la Cour se présente sous la forme d'un haut corps de logis de quatre niveaux du XVIe siècle qui s'éclaire par des baies ornées, les fenêtres de l'étage étant à meneaux surmontées d'un fronton triangulaire. Le logis est flanqué d'une tourelle en petites briques en encorbellement.
La Cour dressé à la Renaissance est un manoir de plaisance caractéristique de la région, avec, par exemple, le manoir de la Barguignerie à Saint-Christophe-du-Foc, bâtie probablement vers 1560-1570, et le manoir de Graffard à Carteret.

## Protection
Le manoir est inscrit au titre des monuments historiques par arrêté du 2 octobre 1995.